# الخفس (المجمعة)
الخفس، هي قرية من فئة (ب) تقع في محافظة المجمعة، والتابعة لمنطقة الرياض في السعودية. وتبعد الخفس عن محافظة المجمعة بمسافة تقارب () كم.